# Conrad Detrez
Conrad Detrez (Roclenge-sur-Geer, 1 de abril 1937 - Paris, 11 de fevereiro 1985) foi um escritor belga, profundamente influenciado por sua estada no Brasil na década de 1960.

## Biografia
Detrez chegou em 1962 pela primeira vez no Brasil. Tinha 25 anos e acabava de interromper uma formação de seminarista em Lovaina. Passou primeiro seis meses na cidade industrial de Volta Redonda e mudou depois para o Rio de Janeiro. Lá trabalhou como auxiliar leigo nas favelas como na pauperrima Brás de Pina, mas dava ao mesmo tempo aulas na Universidade Santa Úrsula.
No Rio de Janeiro, o ex-seminarista descobriu sua homossexualidade. Detrez também desenvolveu um fascínio pela religião afro-brasileira - foi iniciado no candomblé - e pela cultura negra no Brasil:
O  Brasil  branco  me  parecia  mais  conformado,  provincial  e  pequeno-burguês.  Eu  acreditava  que  as  obras fortes se alimentavam de valores, de imagens, de formas e de sons elaborados pelos descendentes dos escravos ou pelos brasileiros mestiços, biologicamente ou culturalmente. Como tal, nada é igualado em riqueza à Bossa Nova e a quase toda a MPB (Música Popular Brasileira). Nada se iguala em potencial à poesia de João Cabral de Mello Neto e aos romances de Jorge Amado (em particular os primeiros), de José Lins do Rego e, sobretudo, de Guimarães Rosa, canto épico do mundo caboclo (o universo do agricultor mestiço de portugueses, de negros e de índios) e do velho Minas Gerais, reserva fascinante (manancial) do Brasil profundo.
Depois do golpe militar de 1964 o compromiso engajamento político determinava  sua conduta. Como muitos católicos radicalizados se tornou membro da Ação Popular. Já pela sua formação católica, Detrez nunca sentiu muita estima pelo comunismo, e certamente não por seus militantes brasileiros. Mesmo assim se deixou levar de maneira bastante ingênua para a esquerda radical. Nos anos de 1960 nutria uma grande admiração por Fidel Castro e Che Guevara, que pensava ou pelo menos esperava serem os promotores de um marxismo liberal.
Em 1967 Detrez foi preso por curto tempo por pretensa subversão política. Sua detenção não passou desapercebida na imprensa brasileira. Em manchete O Globo anunciava: Belga Prêso Como Líder Comunista. Já o Jornal do Brasil tomou sua defesa: ‘Os vizinhos do jovem súdito belga – com trinta anos de idade – têm-no como pessoa de hábitos perfeitamente normais e destacam sua cordialidade, seu desejo de servir ao próximo, inclusive pondo-se à disposição dos que lhe pedem pequenos favores, como a redação de cartas pessoais.’
Com a intervenção da diplomacia belga Detrez pude quasi sorreitoramente deixar o país. Foi morar em París, onde participou ativamente da revolução de Maio de 1968. Mais tarde em 1968 conseguiu fixar-se em São Paulo, onde se tornou jornalista para a Folha da Tarde, mas em menos de um ano teve que deixar esta cidade. Chegou num ponto em que a repressão ameaçava sua vida. Desde a França Detrez queria prestar ainda uma vez uma curta, mas muito arriscada contribuição. No maior segredo atravessou o oceano, encontrou e entrevistou Carlos Marighella para logo voltar às pressas. Marighella, chefe da guerrilha brasileira, foi pouco depois executado. Detrez resumiu suas idéias num manifesto revolucionário, Pour la libération du Brésil.
Podria considerar-se Detrez - que provavelmente nunca soltou um tiro - como apenas um nota de rodapé na história da guerrilha urbana no Brasil. Mas, encarado de maneira mais positiva, ele passa pelo menos por uma testemunha privilegiada desta época perturbada. Assim manteve uma amizade calorosa com Frei Betto, ainda antes de sua entrada no convento e de tornar-se um influente teólogo da libertação. Quando Detrez estava no início dos anos de 1970 na Algéria, conheceu pessoalmente o exilado Miguel Arraes, um dos próceres da resistência brasileira. No Tribunal Russell II em 1974 - uma conferência em Roma contra as violações dos direitos humanos no Brasil - se encontrou com o guerrilheiro Fernando Gabeira. Em seguida ambos mantiveram correspondência por pouco tempo.
Nos anos de 1970 Detrez continuou seu percurso sinuoso, que o levou à Algéria e a Lisboa, onde fazia a reportagem das peripécias da Revolução dos Cravos para a rádio belga. Em matéria política se tornou mais reservado e também sua escolha pela literatura era em grande parte ditada pela introspeção. Antes de escrever seus romances Detrez tinha traduzido alguns autores brasileiros para o francês: Quarup de Antônio Callado e Os pastores da noite de Jorge Amado. Este último manifestou seu agrada em carta. Já com Callado, que conhecia pessoalmente, a colaboração ficou mais difícil. Literariamente, o Brasil não lhe era tão importante. Se relacionava antes com os autores ‘caribenhos’ como o colombiano Gabriel Garcia Marquez e o cubano Reinaldo Arenas.
Estava escrito nas estrelas que o Brasil ocuparia um lugar importante na sua obra. Depois de dois romances prometedores Detrez surprendeu em 1978 com L’herbe à brûler, um livro que contava em boa parte suas aventuras brasileiras numa prosa sensual e excitante, sem por isso reincidir nos estereotipos exóticos. Na sua narração fortemente autobiográfica Detrez se revelou um hedonista puro-sangue, que rejeitava todas as formas de dogmatismo revolucionário. Com isso se aparentava algo com os novos filósofos franceses – se bem que ele mesmo não gostava desta comparação.
L’herbe à brûler foi unanimamente aclamado como uma pequena obra-prima. Com a obtenção do prestigioso Prêmio Renaudot o nome de Detrez parecia definitivamente consagrado. Seguiram várias traduções como em neerlandês, português e inglês. A edição inglesa recebeu resenhas relativamente boas em Time e no The Village Voice. 
No seu romance seguinte, La lutte finale, as favelas do Rio voltaram a formar o cenário. 
Em 1978 Detrez se beneficiou da anistia política oferecida pelos governantes de Brasília. Voltou por alguns meses em 1980 e publicou, um ano mais tarde, o ensaio Les noms de la tribu sobre a sua viagem. Les noms de la tribu, mais do que um simples diário de viagem, contém considerações sobre o Brasil, a guerrilha dos anos de 1960 e seu próprio percurso de vida. 
Entrevistado pelo Jornal do Brasil durante sua estada em 1980, Detrez explicou sua evolução política e criticou parte da esquerda brasileira: 'A maioria de meus antigos companheiros continua a se interessar pela política, mas evoluiu do esquerdismo radical para uma esquerda democrática. Alguns – a minoria – continuam radicais. Evidentemente estas pessoas que continuam a ser levadas, ingenuamente, pelo otimismo histórico, poderão achar que sou um derrotista. A eles responderei apenas que sou lucido, e que o otimismo histórico não pode conviver com o que sucedeu ao Camboja e ao Vietnam. Não encontro muitas razões para este otimismo delirante. Não admito que, para a construção de um modelo politico de esquerda, se pague um preço muito alto do ponto-de-vista ético e humano. Hoje sou mais moderado porque sou mais responsavel.’
Detrez serviu desde 1982 como diplomata francês na Nicarágua, mas ficou pouco a pouco muito doente. Em 1985 morreu de aids.

## Prêmios
Prémio Renaudot em 1978

## Recepção no Brasil
Otto Maria Carpeaux estava entusiasmado com o primeiro romance de Detrez, Ludo: ‘Você tem altas qualidades de escritor e esta sua estréia é muito promissora.’
L'herbe à brûler, o relato autobiográfico das aventuras de Detrez em Volta Redonda e no Rio de Janeiro não passou despercebido no Brasil. Em 1979 a Civilização Brasileira publicou O jardim do nada, tradução para o português de L'herbe à brûler. Wilson Martins expressou sua admiração por 'o processo mélancólico do mito revolucionário no livro de Conrad Detrez'. Tristão de Athayde elogiou o livro como 'impressionante e brutal'. Flávio Moreira da Costa elogiou o romance como 'um testemunho ao mesmo tempo vivo e amargo de uma época de inquietação e rebeldia'. Segundo Veja, Detrez havia escrito uma história 'cheia de poesia, humor, dor, enfim cheia de vida'. Ferreira Gullar agradeceu a Detrez em uma carta pelo seu livro ‘que me tocou seriamente’. Nelson Pereira dos Santos, o padrinho do cinema novo brasileiro, se prontificou a filmar o livro mas o projeto falhou.
Em 1992 Frei Betto dedicou o seu livro Teilhard de Chardin. Sinfonia Universal a Detrez.
No polêmico filme brasileiro Marighella de 2019 a entrevista de Detrez com Carlos Marighella é mostrada, mas o próprio Detrez é erroneamente retratado como um jornalista francês idoso de óculos.

## Literatura secundária
Peter Daerden, Revolutie in Rio. Conrad Detrez tussen God en guerilla, samba en saudade, 2023.